# Thore Härdelin som Hultkläppen
Thore Härdelin som Hultkläppen är ett folkmusikalbum och soundtrack till Björn Berges spelfilm "Hultkläppen" som handlar om spelmannen med samma namn från Bergsjö i norra Hälsingland. 
Skivmärke YTF 50222 (LP ). Utgivningsår 1977.

## Medverkande
- Thore Härdelin (d.y.) (som i filmen spelade Hultkläppen)
- Britt-Marie Swing (som spelade Hultkläppens mor)
- Bo Isaksson ("Bo i Ransätt" som spelade Lomjansguten)
- Walter Ramsby (som spelade Sme-Pelle)
- Mikael Eriksson
- Lilian Åslund (som spelade Hultkläppens fru)

## Låtlista
1. "Brännvinspolskan efter Hultkläppen" - Thore Härdelin (d.y.), fiol
2. "A-dursvals efter Hultkläppen" (Hultkläppens version av en låt han hört från Värmlandsspelmannen Lom-Jansguten) - Thore Härdelin (d.y.), fiol
3. "A-dursvals efter Lom-Jansguten" (samma vals som ovan i Lom-jansgutens tappning) - Bo Isaksson, fiol
4. "Lom-Jans vals, Ransäter, Värmland" (annan tappning av samma vals som ovan) - Bo Isaksson, fiol
5. "Erik Isaks Polska" av och med Nisse Damberg, fiol
6. "Sullan Lullan, Delsboversion" - Britt-Marie Swing, sång
7. "Sme-Pelles polska efter Erik Ljung "Kusen"" - Britt-Marie Swing, trall
8. "Sme-Pelles polska efter Erik Ljung "Kusen"" - Walter Ramsby, fiol
9. "Sme-Pelles polska efter Erik Ljung "Kusen"" - Thore Härdelin (d.y.) och Walter Ramsby, fioler
10. "A-mollpolska efter Hultkläppen" - Thore Härdelin (d.y.), fiol
11. "Tigerpolska efter Grubb Anders Jonsson och Hultkläppen" - Thore Härdelin (d.y.), fiol
12. "D-mollpolska efter Hultkläppen" - Mikael Eriksson, fiol
13. "Hultkläppens vals" - Thore Härdelin (d.y.), fiol
14. "Sorglåten av Hultkläppen" - Thore Härdelin (d.y.), fiol
15. "Sullan Lullan, Bergsjöversion" - Lilian Åslund, sång
16. "Polska från norra Hälsingland efter Grubb Anders Jonsson" - Thore Härdelin (d.y.), fiol
17. "Bytt-Lasses brudmarsch efter Hultkläppen" - Thore Härdelin (d.y.), fiol
18. "Ringlåten, gammal långdans från norra Hälsingland efter Carl Sved" - Thore Härdelin (d.y.), fiol